# Lisbet Seierskilde
Lisbet Seierskilde Pedersen (født 5. december 1985 i Roskilde) er en dansk dressurrytter. Hun er opvokset på familiens gård Jonstrupgaard som er beliggende mellem Roskilde og Ringsted.
Seierskilde vandt sit første Danmarksmesterskab for seniorer i 2011 i en alder af 25 år. Senere samme år, ved EM i Rotterdam, var hun på samme hest, Raneur, med til at sikre det danske dressurlandshold en plads ved de olympiske lege. Hun er blevet udtaget til OL 2012.
Seierskilde har tre konkurrenceheste, Raneur, Karisma og Dakar, som alle er avlet af familien selv. Til daglig rider hun på sine heste og underviser forskellige ryttere i dressur. Seierskilde læser cand.merc. HRM på Copenhagen Business School.